# Musée du phare de Cordouan et des Phares et Balises
Le Musée du phare de Cordouan et des Phares et Balises est un musée situé en France, dans le département de la Gironde, commune de Le Verdon-sur-Mer. Le musée est installé dans les deux bâtiments symétriques entourant le phare de Grave à la Pointe de Grave dans la partie sud de l’embouchure de l’estuaire de la Gironde.

## Collections
Le musée se compose de 5 salles, au rez-de-chaussée du phare. Une large partie du musée est consacrée au phare de Cordouan, qui se trouve en mer au large. Construit en 1611, c’est le plus ancien phare de France encore en activité. Il est inscrit par l’UNESCO au Patrimoine mondial de l'Humanité. Outre deux maquettes de grande taille, il fait l’objet d’une animation montrant son évolution du XVIème siècle à nos jours,. Il y a également une maquette en pierre du dernier étage de la tour de Teulère, montrant la conception de l’escalier qui sert d’armature à la tour. Elle a été réalisée par un compagnon du tour de France tailleur de pierre (c’est son chef d’œuvre) et repose sur un socle en bois fait sur mesure qui est le chef d’œuvre d’un autre compagnon du tour de France charpentier.
Le musée expose aussi les maquettes des phares qui jalonnent l’estuaire de la Gironde sur les deux rives, ainsi que le tableau lumineux du balisage de l'estuaire sur lequel tous les établissements de signalisation maritime lumineux (bouées, feux et phares) sont représenté avec leurs couleurs et leurs rythmes respectifs. Sont également exposées des cartes anciennes, dont une carte de 3,50 m de long datant de 1723, qui présente l’estuaire depuis Cordouan jusqu’au bec d'Ambès, et du matériel de signalisation maritime (ou de balisage) utilisé par le service des Phares et Balises
Le musée a fait l’objet d’une extension et d’un réaménagement. Les travaux ont duré 27 mois et se sont terminés en 2023. La surface consacrée à l’exposition a augmenté, le parcours de la visite et l’éclairage ont été modifiés.
L’entrée au musée inclut la possibilité de monter en haut du phare de Grave (28 mètres) par un escalier en colimaçon de 107 marches. Au sommet du phare, on trouve la salle de veille, la lanterne et la galerie extérieure carrée (comme la tour) qui offre une vue panoramique, à 360 degrés sur l’embouchure de l’estuaire de la Gironde et le phare de Cordouan,,. La rambarde de la galerie est recouverte sur les quatre côtés de faïences peintes à la main qui jouent le rôle de table d'orientation,, et nomment les principaux points de repère environnants.

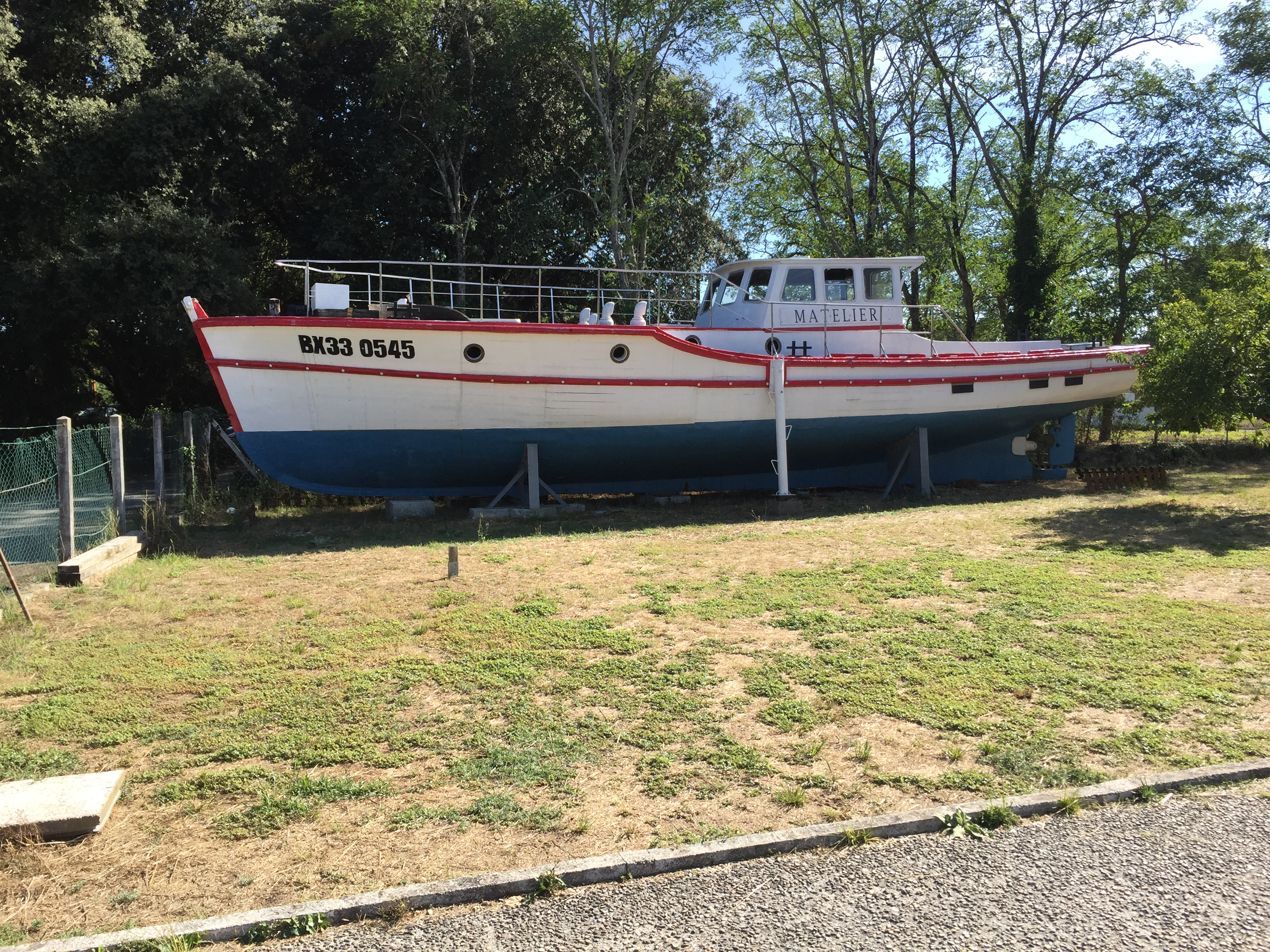
La vedette Matelier dans le jardin devant le musée

Dans le jardin devant le musée, sont exposées une bouée conique jaune et la vedette Matelier, qui a assuré la relève des gardiens au phare de Cordouan, pendant plus de trente ans, de 1962 à 2006. Elle a été acquise par l’association fin 2011, et doit encore être restaurée.